# Killy
Killy, właśc. Khalil Tatem (ur. 19 sierpnia 1997) – kanadyjski raper urodzony w Toronto. Popularność zdobył wraz z wydaniem singla "Killamonjaro".

## Wczesne lata
Khalil Tatem urodził się 19 sierpnia 1997 w Toronto. Mając 8 lat przeniósł się z rodzicami do Victorii. Będąc w szkole średniej Killy zainteresował się rapem, co później przeistoczyło się w jego hobby.
Będąc nastolatkiem Killy wrócił do Toronto razem z rodziną, zamieszkali w Scarborough, gdzie zaczął traktować muzykę poważnie.

## Kariera
Killy zaczął rapować w 2015 roku i aktywnie brał udział w nocnym życiu Toronto. W 2016 roku opublikował pierwszy utwór zatytułowany "Big Bux" w serwisie SoundCloud. W tym samym roku wydał trzy inne utwory. Dało mu to uznanie w Toronto co dało mu motywację do tworzenia muzyki.
17 lutego 2017, Killy wydał "Killamanjaro", co przyniosło mu popularność. Singel dostał status platynowego w Kanadzie w styczniu 2019. Piosenka weszła na listy przebojów zajmując 
Killy wydał swój pierwszy studyjny album 5 marca 2018, zatytułowany Surrender Your Soul. Krążek uplasował się na 18 miejscu w Kanadzie oraz pokrył się złotem. Piosenka z albumu ''No Sad No Bad'' weszła na listy przebojów zajmując 65 miejsce, dodatkowo pokryła się platyną. Utwory "Doomsday" oraz "Distance" pokryły się kolejno złotym i platynowym certyfikatem.
14 września 2018 Killy opublikował mini-album Killstreak, który zawierał 5 utworów. Krążek uplasował się na 24 miejscu na listach przebojów.
14 czerwca 2019 roku Killy wydał swój nowy album LIGHT PATH 8, który zawiera 13 piosenek.
28 maja 2021 Killy wydał KILLSTREAK 2, kontynuację jego EPki z 2018 roku o tym samym tytule. Projekt zawierał 14 utworów oraz remix utworu „PYRO” z raperem Scarlxrd.
31 sierpnia 2022 roku Killy wydał singel ''CEO'', jest on pierwszym utworem wydanym od czasu jego odejścia z Epic Records.
21 grudnia 2022 r. wydał EP Crazy Life of Sin.

## Dyskografia
- Surrender Your Soul (2018)
- KILLSTREAK (2018)
- Light Path 8 (2019)
- KILLSTREAK 2 (2021)
- LIFE I CHOSE (2024)

### Single
- 2017: Killamonjaro
- 2017: Distance
- 2017: No Romance (feat. 16yrold)
- 2017: Forecast
- 2018: No Sad No Bad
- 2018: Beautiful 00*
- 2018: Very Scary
- 2019: Swag Flu
- 2019: Triple Helix
- 2019: Drought (feat. 16yrold)
- 2020: Fast Life (feat. Gab3)
- 2020: Vendetta
- 2020: VV's (feat. Houdini & 6ixbuzz)
- 2020: Sailor Moon
- 2020: OH NO (feat. Y2K)
- 2021: PYRO
- 2021: PYRO [Remix] (feat. Scarlxrd)
- 2021: TRUST NOBODY
- 2021: RICK BOOTS
- 2021: EUPHORIC
- 2022: CEO

## Nagrody i nominacje
KILLY był czterokrotnie nominowany do nagrody Juno. W 2019 roku dla Przełomowego Artysty Roku, nagrody Juno Fan Choice i Rapowego Nagrania Roku za album Surrender Your Soul. W 2020 roku Light Path 8 był nominowany do nagrody Rap Recording of the Year.
Certyfikaty sprzedaży w Kanadzie: 
| Data                 | Certyfikat | Artysta/Tytuł               |
| -------------------- | ---------- | --------------------------- |
| 29 października 2020 | Platyna    | KILLY – Distance            |
| 29 października 2020 | Złoto      | KILLY – Doomsday            |
| 29 października 2020 | Złoto      | KILLY – Forecast            |
| 29 października 2020 | Złoto      | KILLY – Surrender Your Soul |
| 26 października 2020 | Złoto      | KILLY – Eye For An Eye      |
| 21 kwietnia 2020     | Złoto      | KILLY – ANTI EVERYBODY      |
| 22 stycznia 2019     | Platyna    | KILLY – No Sad No Bad       |
| 8 stycznia 2019      | Platyna    | KILLY – Killamonjaro        |
| 3 lipca 2018         | Złoto      | KILLY – Distance            |
| 13 marca 2018        | Zloto      | KILLY – Killamonjaro        |
| 22 stycznia 2019     | Złoto      | KILLY – No Sad No Bad       |